# Michał Cieślak
Michał Cieślak   (Sierpc, 6 de setembre de 1968) és un remer polonès, ja retirat, que va competir durant les dècades de 1980 i 1990.
El 1992 va prendre part en els Jocs Olímpics d'Estiu de Barcelona, on va guanyar la medalla de bronze en la prova del quatre amb timoner del programa de rem.
En el seu palmarès també destaca una medalla de bronze al Campionat del món de rem de 1991, així com nou campionats polonesos entre 1987 i 1994.